# Alma Hinding
Alma Hinging (Svendborg, 11 febbraio 1885 – 24 dicembre 1981) è stata un'attrice danese.

## Filmografia
- Livets Løgn, regia di August Blom (1911)
- Kommandørens døtre, regia di Leo Tscherning (1912)
- La grande attrazione (Dødsspring til hest fra cirkuskuplen), regia di Eduard Schnedler-Sørensen (1912)
- Dødsangstens maskespil, regia di Eduard Schnedler-Sørensen (1912)
- Under savklingens tænder, regia di Holger-Madsen (1913)
- Vennerne fra Officersskolen, regia di Eduard Schnedler-Sørensen (1913)
- La vita del predicatore ((Evangeliemandens Liv), regia di Holger-Madsen (1915)
- En Skuespillers Kærlighed, regia di Martinius Nielsen (1920)
- Timeglasset, regia di Fritz Magnussen (1922)